# Centre de coordination des organisations flamandes

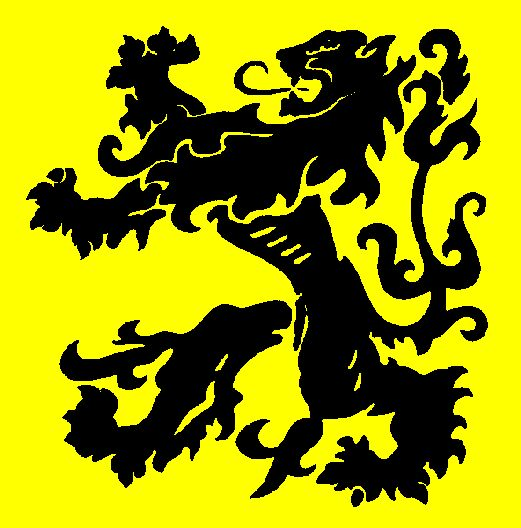
Le drapeau de combat flamand, un des symboles utilisés par le nationalistes flamands.

Le Centre de coordination des organisations flamandes, en néerlandais, Overlegcentrum van Vlaamse Verenigingen (OVV) est un lobby politique nationaliste flamand qui a pour idéologie politique l'indépendance de la Flandre. Il réunit des associations démocratiques et extrémistes dans une structure au service du mouvement nationaliste flamand.

## Sources
- Le Soir, Les associations nationalistes flamandes contre la fédération Wallonie-Bruxelles, 11 avril 2011, lire en ligne
- RésistanceS, Observatoire de l'extrême droite, Enquête sur un lobby politique nationaliste flamand contre le cordon sanitaire.

- (nl) Cet article est partiellement ou en totalité issu de l’article de Wikipédia en néerlandais intitulé « Overlegcentrum van Vlaamse Verenigingen » (voir la liste des auteurs).